# レーシングキャンプ野辺山
レーシングキャンプ野辺山（レーシングキャンプのべやま）は、長野県南佐久郡南牧村大字野辺山にあったスキー場。

## 概要
秩父山地の西端にあたる飯盛山の北側斜面に開かれており、八ヶ岳を望むロケーションにある。斜面は中級から上級向けのコースの割合がおおかった。そのためかアルペン競技者を対象にした珍しいスキー場であった。旧野辺山スキー場。
東京から中央自動車道を使って、3時間弱でこれる便利な立地にあったが、野辺山周辺は元々降雪量が多いわけではなく、スキー場の雪の大半は、野辺山高原の低温を利用した人工降雪機によるところが大きかった。そして燃料高騰やスキー人口の減少などを理由に2008年12月以降は営業が中止されている。
2011年度（平成22年度）の長野県のスキー場等現況調査によると、調査基準日の2010年（平成23年）11月1日までに廃止となったとしている。

## コース
- スーパーレッド
- レッド
- イエロー
- オレンジ
- ブルーハイウェイ
- ブルースロープ

## 施設
- リフト
ペア3基
- インフォメーションセンター
- スキーセンター

## アクセス
鉄道
JR小海線野辺山駅からタクシーで約5分

自動車
中央自動車道長坂ICより国道141号経由で約20km